# 康荣镇
康荣镇，是中华人民共和国黑龙江省绥化市兰西县下辖的一个镇。
2017年9月13日，黑龙江省民政厅批复同意撤销康荣乡，设立康荣镇。

## 行政区划
康荣镇下辖以下地区：
荣泰村、荣兴村、荣生村、荣显村、荣发村、荣旺村、荣岗村和荣富村。